# Modrovka
Modrovka este o comună slovacă, aflată în districtul Nové Mesto nad Váhom din regiunea Trenčín. Localitatea se află la altitudinea de 171 m deasupra n.m., se întinde pe o suprafață de 3,16 km2 și în 2017 număra 191 de locuitori.

## Istoric
Localitatea Modrovka este atestată documentar din 1348.

## Demografie
| An:                | 1994 | 2004   | 2014   | 2024    |
| ------------------ | ---- | ------ | ------ | ------- |
| Număr de persoane: | 238  | 224    | 203    | 228     |
| Diferență:         |      | −5,88% | −9,37% | +12,31% |

| An:                | 2023 | 2024   |
| ------------------ | ---- | ------ |
| Număr de persoane: | 224  | 228    |
| Diferență:         |      | +1,78% |